# Román Rodríguez Rodríguez
Román Rodríguez Rodríguez (ur. 1 marca 1956 w La Aldea de San Nicolás) – hiszpański polityk, lekarz i nauczyciel akademicki, parlamentarzysta, w latach 1999–2003 prezydent Wysp Kanaryjskich.

## Życiorys
Ukończył medycynę na Universidad de La Laguna. Specjalizował się w zdrowiu publicznym i zarządzaniu placówkami służby zdrowia. Został działaczem kanaryjskiego związku zawodowego Sindicato Obrero Canario. Pracował jako lekarz, był również nauczycielem akademickim na Universidad de Las Palmas de Gran Canaria.
Działacz lewicowych ugrupowań kanaryjskich nacjonalistów, z którymi dołączył do Koalicji Kanaryjskiej. Od 1993 do 1999 w regionalnej administracji odpowiadał za służbę zdrowia (w randze odpowiadającej wiceministrowi rządu regionalnego). W latach 1999–2004 zasiadał w parlamencie wspólnoty autonomicznej. Od lipca 1999 do lipca 2003 sprawował urząd prezydenta Wysp Kanaryjskich. Koalicja Kanaryjska po wyborach w 2003 ponownie obsadziła to stanowisko, objął je jednak Adán Martín Menis. Román Rodríguez Rodríguez w 2005 opuścił swoje dotychczasowe ugrupowanie, stając na czele nowej centrolewicowej partii pod nazwą Nueva Canarias.
Od 2004 do 2008 był posłem do Kongresu Deputowanych VIII kadencji. W latach 2007–2011 pełnił funkcję wiceprzewodniczącego cabildo insular na Gran Canaria, kolegialnego organu zarządzającego tą wyspą. W 2011 powrócił do parlamentu Wysp Kanaryjskich, zasiadał w nim przez trzy kadencje do 2023. W 2019 został wiceprezydentem rządu regionalnego, w którym powierzono mu też odpowiedzialność m.in. za finanse; stanowisko to zajmował do 2023.